# Ujedinjena Federacija Planeta
Ujedinjena Federacija Planeta (eng. United Federation of Planets), skraćeno Federacija ili UFP je fiktivna međuplanetarna federativna republika opisana u izmišljenom svemiru Zvjezdanih staza. Prostire se preko 8.000 svjetlosnih godina u Alfa i Beta kvadrantima unutar Mliječne staze i sastoji od 150 svjetova i njihovih kolonija, "ujedinjenih u miru i suradnji". Federacija proklamira vrijednosti slobode, mira, jednakosti i pravde.
Osnovana je 2161. godine u San Franciscu na Zemlji. Osnivači su bili Zemljani, Vulkanci, Andorijanci i Telariti. Poslije su se Federaciji pridružili Denobulanci, Rigelijanci i neke druge izvanzemaljske vrste. Premda usmjerena na mir i partnerstvo, Federacija je okružena neprijateljski raspoloženim Klingonskim i Romulanskim Carstvima.

## Organizacija
Struktura Federacije labavo su bazirani na organizaciji Zemljinih Ujedinjenih naroda. Glavni organi su Federacijsko vijeće (spoj Vjeća Sigurnosti i Opće Skupštine), Predsjednik i Zvjezdana Flota (slična UNPROFOR-u). Uz to, svaka rasa ima pravo na određenu autonomiju i vlastite zakone (dok su demokratski i u skladu s Ustavom). Oružane snage zamjenjuje Zvjezdana Flota, iako se ne zabranjuje i manja planetarna vojska.

### Predsjednik Federacije
Federaciju predvodi Predsjednik Federacije koji ima ovlasti na razini uprave više slične predsjedniku SAD-a, nego Tajniku UN-a. Ipak, zlouporaba moći praktično je nemoguća jer Povelja Federacije (Ustav) navodi da se predsjednik bira na 1-godišnji mandat i da se nakon njegovog isteka ne može se kandidirati još 3 godine kasnije. Predsjedik ne može mijenjati ustav, pa se ne može održati na vlasti samovoljom. Ured predsjednika nalazi se na Zemlji, u Parizu. Predsjednik je ujedno šef države i predsjednik vlade.

### Federacijsko vijeće
Promjene ustava vrši Federacijsko vijeće u kojoj ni jedna rasa nema više od tri ni manje od jednog predstavnika. U Skupštini se odlučuje o svim važnim unutarnjim i vanjskim pitanjima. Predstavnike imenuje njihova vlada na neograničen mandat (predstavnike povlači i imenuje lokalna planetarna vlada). Skupština se nalazi svakih 2 mjeseca redovito ili u slučaju hitne situacije, na zahtjev predsjednika, stranog veleposlanika, ili nekog člana Vijeća. Vijeće ima dio nadzora nad operacijama i djelovanjem Zvjezdane Flote.
Sjedište Federacijskog vijeća nalazi se u San Franciscu na planeti Zemlji.

### Federacijski Vrhovni sud
Federacijski Vrhovni sud je najviše sudbeno tijelo Federacije.

## Zvjezdana flota
Zvjezdana Flota je znanstveno-istraživačka i vojno-mirovna organizacija UFP-a sa sjedištem u San Franciscu. Njene operacije su pod kontrolom Predsjednika i Vijeća Federacije, uz posredovanje Zapovjedništva Flote, koje ima operativnu kontrolu. Flota se, uz izuzetak nekih planeta koji odabiru imati i manju planetarnu vosjku, ekskluzivno brine za sigurnost granica i teritorijalnog integriteta te života građana Federacije. Zvjezdana je Flota na kraju ipak primarno znanstvena organizacija što dokazuje i pacifistički dizajn njihovih brodova. Flota uz brodove i znanstvenike, održava i 4-milijunski multi-rasni marinski korpus i redovitu profesionalnu vojsku.

## Sukobi
Tako velika, moćna i ekonomski razvijena unija je kroz svoju povijest privlačila neželjenu pozornost. Samo osnivanje Federacije potaknuo je sukob Zemljana s Romulanskim Zvjezdanim Carstvom. Borbe su se nastavile s Klingoncima, Tolijancima, Tzenzekijima, Talaraiancima, Kardasijancima, Dominijom (u savezu s Kardasijancima i Brinima) i kibernetičkim Borgom.